# Charles Roger Slack
Charles Roger Slack (* 22. April 1937 in Ashton-under-Lyne, Lancashire; † 24. Oktober 2016 in Palmerston North) war ein britischer Biochemiker und Pflanzenphysiologe.
Charles Roger Slack studierte Biochemie an der Universität Nottingham, die er mit dem Bachelor of Science abschloss. Er promovierte 1962 und arbeitet ab dem Jahr als Biochemiker am Plant Research Center der Colonial Sugar Rifining Co. Ltd. in Brisbane, Australien. 1970 wurde er zum Abteilungsleiter für Biochemie ernannt, 1984 zum Leiter der Abteilung Physiologie der Kulturpflanzen und Direktor des Department of Scientific and Industrial Research (DSIR). Ab 1989 war Slack Senior Scientist am Institute for Crop & Food Research des DSIR in Palmerston North, Neuseeland beschäftigt.
Slack deckte zusammen mit Marshall Davidson Hatch den C4-Säurezyklus, auch Hatch-Slack-Zyklus genannt, auf.

## Mitgliedschaften und Ehrungen
- 1983 Fellow of The Royal Society of New Zealand
- 1989 Fellow of The Royal Society